# Facultatea de Chimie Industrială și Ingineria Mediului a Universității Politehnica Timișoara
Facultatea de Chimie Industrială și Ingineria Mediului din Timișoara este una dintre cele mai vechi facultăți ale Universității Politehnica Timișoara. Ea oferă studenților formarea ca inginer chimist. A fost înființată în anul 1948.
Actual oferă ciclurile de licență, masterat și doctorat.
Activitatea de cercetare stiintifică se desfăsoară la nivelul celor două departamente, cât și prin intermediul a celor 3 centre de cercetare, având de asemenea un buletin științific și numeroase proiecte de cercetare.

## Personalități marcante
Academicieni:
- Acad. Vasile Cocheci
- Acad. Coriolan Drăgulescu
- Acad. Eugen Macovschi[3]
- Acad. Ilie G. Murgulescu
- Acad. Giorgio Ugo Augosto Ostrogovich

## Imagini

Alte corpuri ale facultății
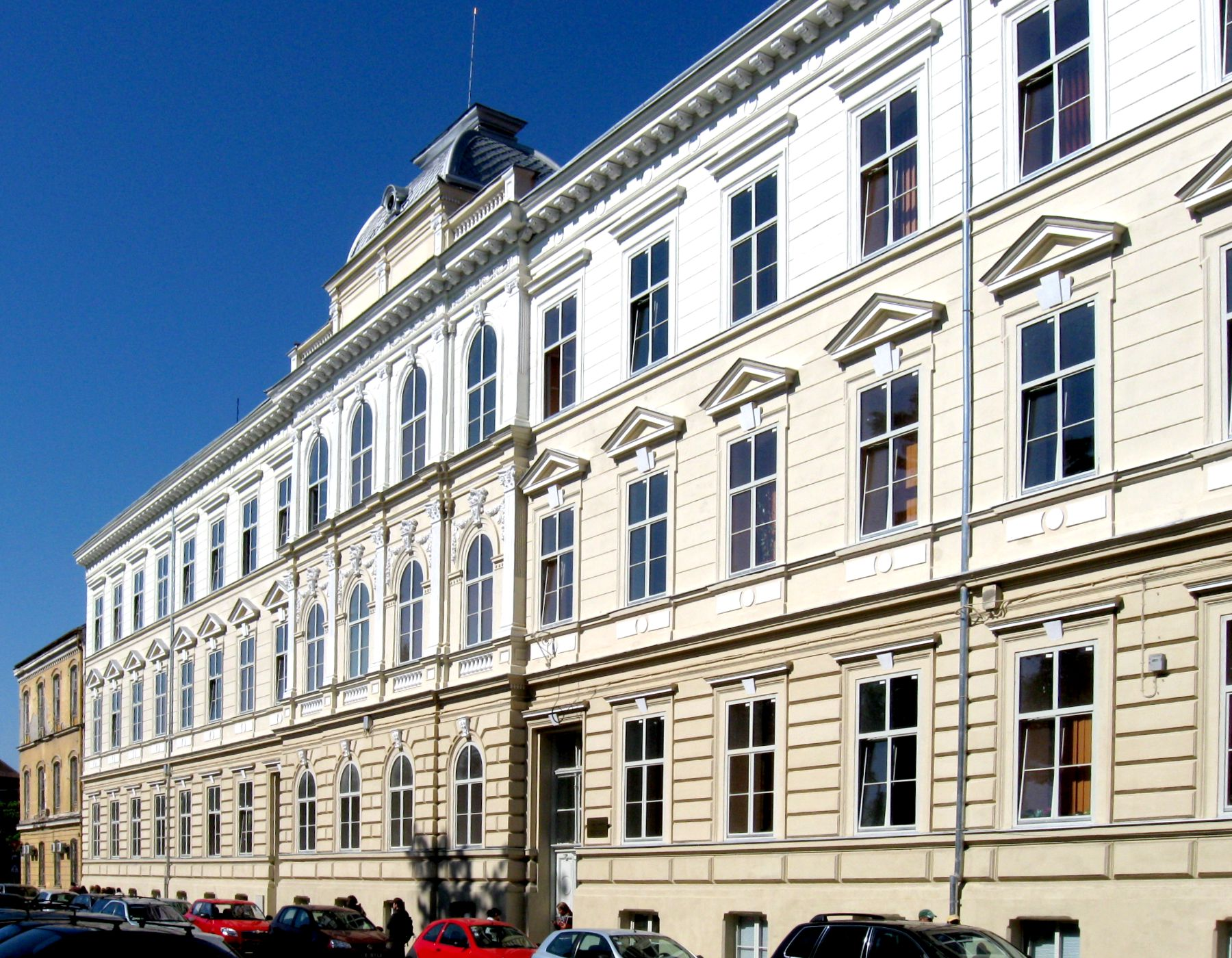
Corpul din str. Telbisz (primul corp al Politehnicii)
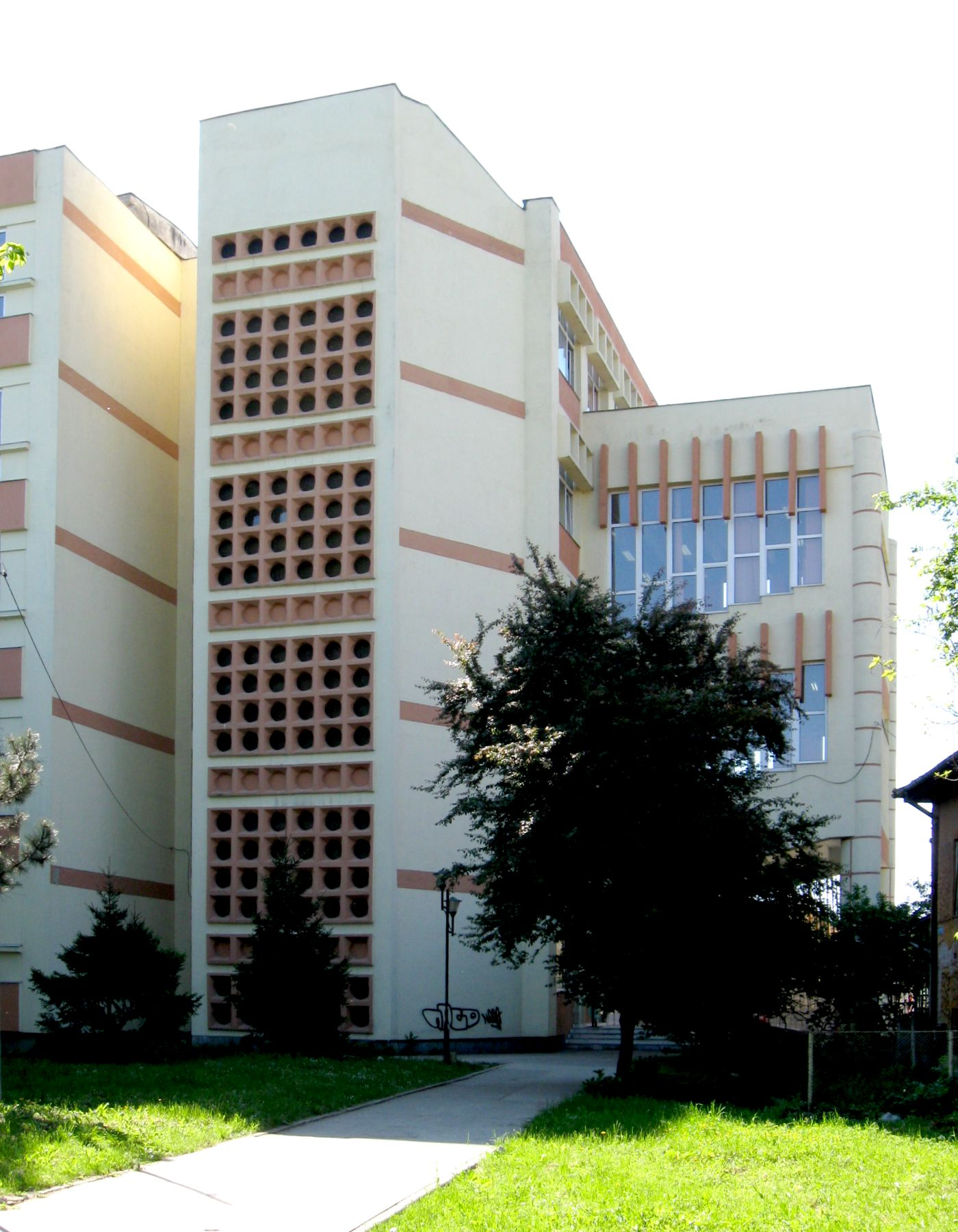
Corpul nou din bd. Pârvan
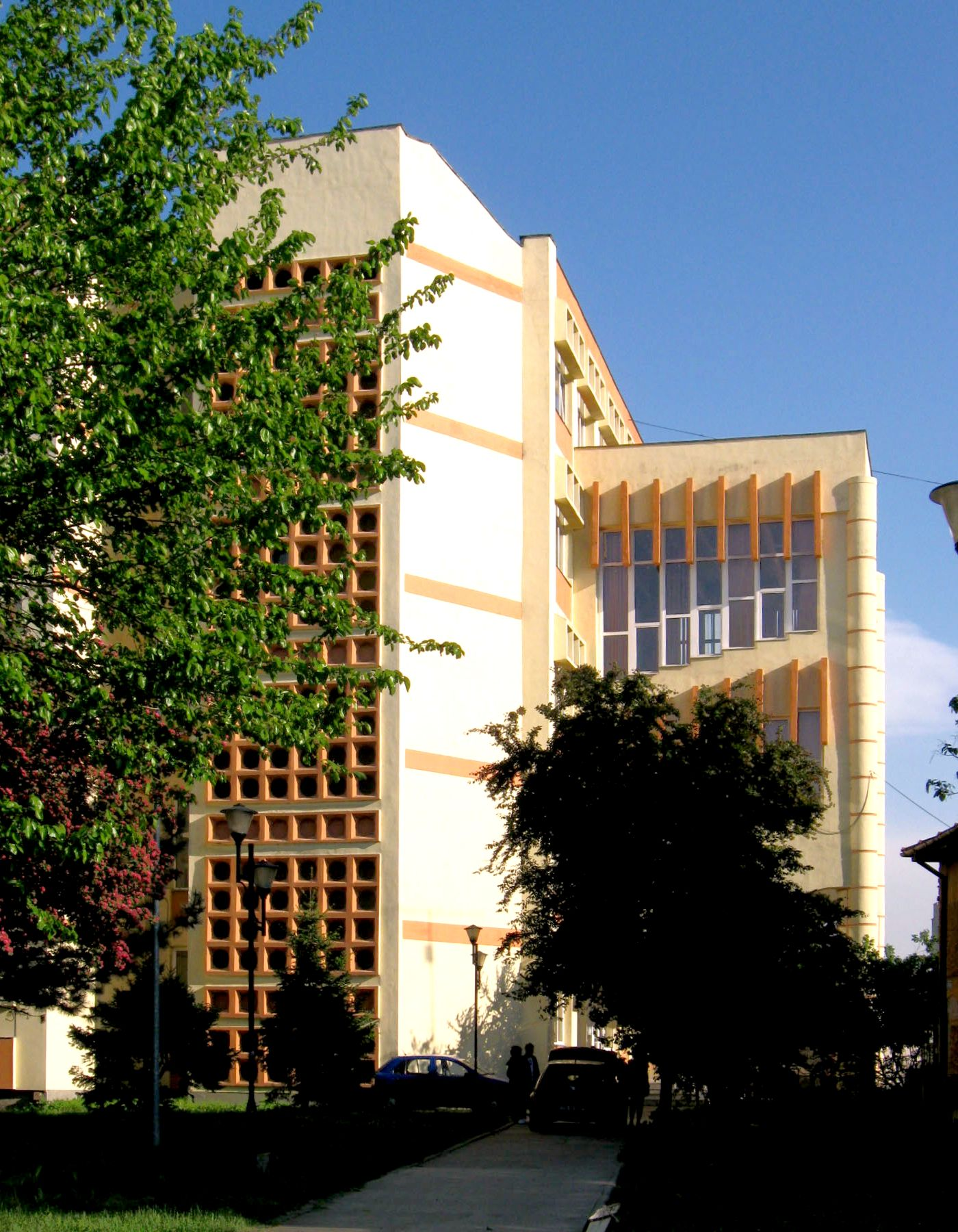
Corpul nou din bd. Pârvan
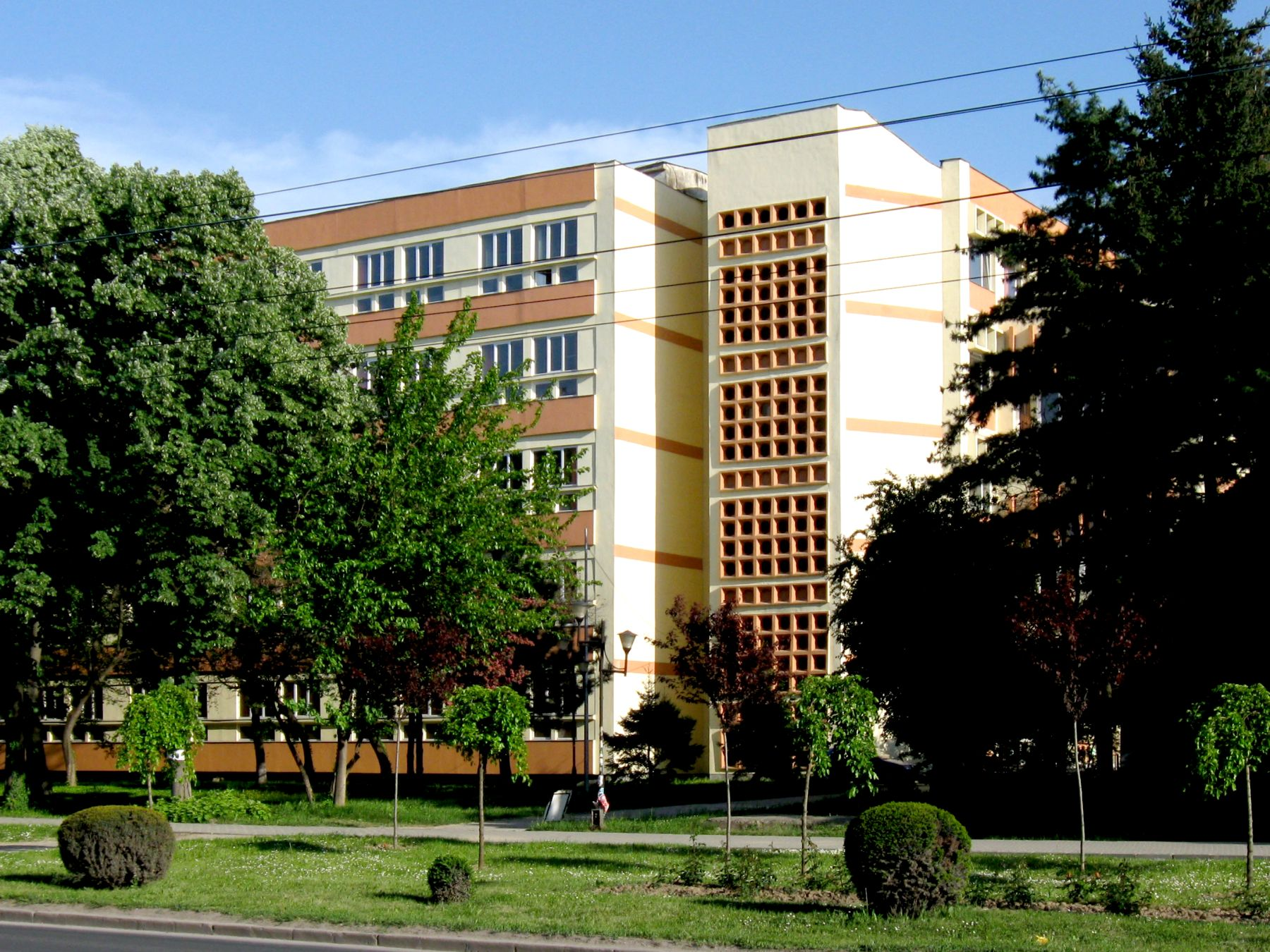
Corpul nou din bd. Pârvan